# Eugenie Lewis
Eugenie Catharina Lewis (Spijkenisse, 5 marzo 1968) è un'ex cestista olandese.

## Carriera
Con i Paesi Bassi ha disputato i Campionati europei del 1989.